# Parathesis breedlovei
Parathesis breedlovei är en viveväxtart som beskrevs av Cyrus Longworth Lundell. Parathesis breedlovei ingår i släktet Parathesis och familjen viveväxter. Inga underarter finns listade i Catalogue of Life.